# Gnistsändare

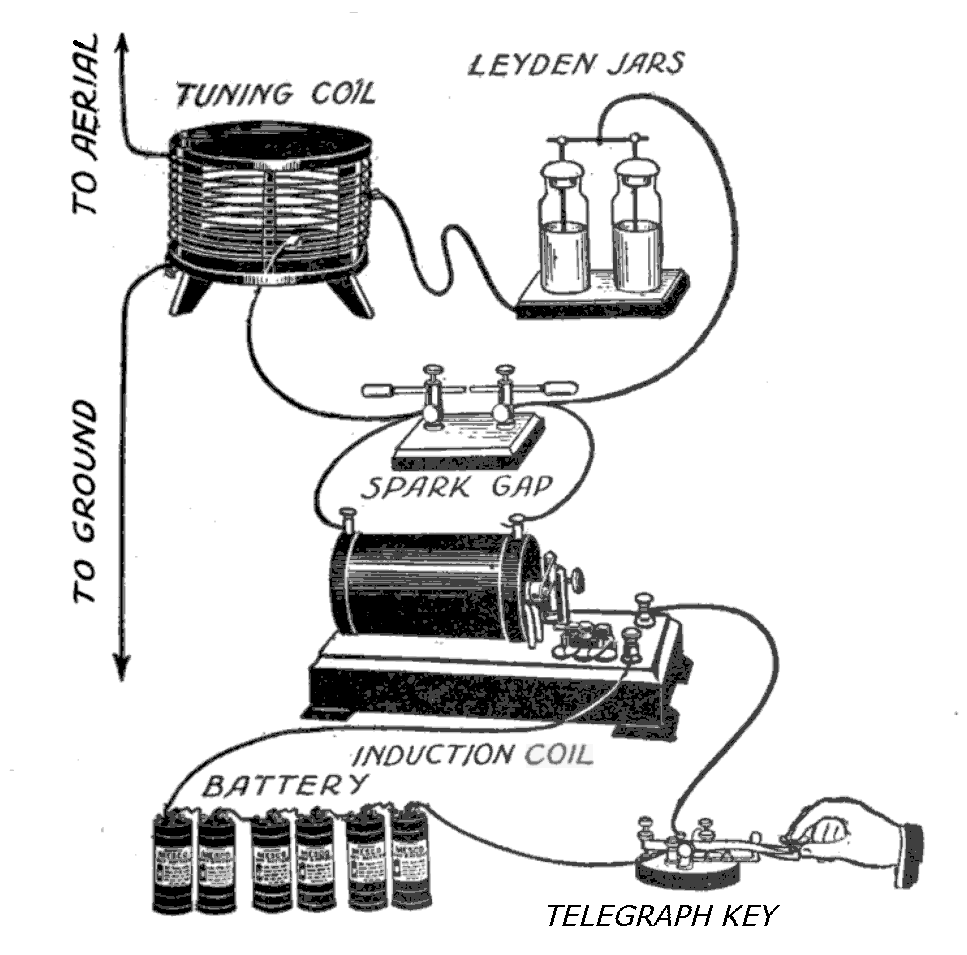
Schematisk bild av gnistsändare. Ordförklaringar:
Aerial – antenn
Tuning coil – avstämningsspole
Leyden jar – Leidenflaska (kondensator)
Spark gap – gnistgap
Induction coil – induktionsspole
Telegraph key – telegrafnyckel

Gnistsändaren är den första typen av radiosändare i radiohistorien. Guglielmo Marconi använde den redan 1895 i sina första sändningar. Tekniken var bara lämpad för telegrafi, inte för tal och musik.
Gnisttekniken hade Marconi övertagit från Hertz. En hög spänning fick urladdas över ett gnistgap. Den plötsliga strömstöten skapade en kort elektromagnetisk svängning som via en antenn kunde breda ut sig i rymden. Till en början var man bara intresserad av att åstadkomma ett radiofrekvent ljud, oavsett frekvens, men snart försökte man koncentrera energin till en viss radiofrekvens och få varje radiopuls att vara lite längre. Då kunde man överbrygga större avstånd, skilja sig bättre från naturliga störningar, och flera sändare kunde sända samtidigt utan att störa varandra.
Genom att förse sändaren med resonanskretsar gynnade man en bestämd frekvens. När man skilde gnistgapet från antennkretsen med en induktiv koppling kunde den utsända radiopulsen fortsätta klinga av en stund efter att gnistan slocknat, och nya gnistor skapades i tät följd för att upprätthålla sändningen. Gnisttekniken kunde dock aldrig komma i närheten av en ren och kontinuerlig bärvåg, utan resultatet kan snarare beskrivas som ett radiofrekvent surr. Det var användbart för telegrafi, men inte för tal eller musik.
Telegrafisten använde en telegrafnyckel för att sluta och bryta kontakten mellan gnistgeneratorn och antennen. På så sätt delades strömmen av radiopulser in i korta och långa enheter som bildade morsetecknen i det utsända meddelandet.
De första gnistsändarna inköptes till Svenska marinen genom en upphandling om 4 sändare som gick till AEG Elektriska, senare SATT elektronik AB.